# Agidel
Huyện Agidel (tiếng Nga: ? райо́н) là một huyện hành chính tự quản (raion), của Bashkortostan, Nga. Huyện có diện tích ? km². Trung tâm của huyện đóng ở Agidel.